# Rhinogobius wuyiensis
Rhinogobius wuyiensis är en fiskart som beskrevs av Li och Zhong 2007. Rhinogobius wuyiensis ingår i släktet Rhinogobius och familjen smörbultsfiskar. Inga underarter finns listade i Catalogue of Life.